# Piero della Francesca
Piero de' Franceschi, numit della Francesca (n. 1415, Sansepolcro, Toscana, Italia – d. 12 octombrie 1492, Sansepolcro, Toscana, Italia) a fost un pictor și matematician italian, a cărui operă - centrată aproape exclusiv pe teme cu caracter religios - a exercitat o influență puternică asupra multor pictori renascentiști, considerat inițiatorul acelui măreț curent artistic din Italia de la sfârșitul secolului al XV-lea și începutul celui de al XVI-lea.
Stilul său se leagă de marile tradiții plastice ale lui Giotto, de pictorii Școlii din Siena, precum și de goticul târziu, având și câte ceva din inovatorii artistici ai epocii sale, cum ar fi Masaccio, Paolo Uccello sau Fra Angelico. Piero della Francesca și-a dobândit renumele prin reprezentările sale artistice în perspectivă și prin formele geometrice, precum și prin cunoștințele teoretice formulate în scrierile sale. La recunoașterea sa s-au adăugat elaborarea foarte realistă a detaliilor, paleta cromatică rafinată și soluțiile decorative îndrăznețe.

## Viața și opera
Piero della Francesca s-a născut în Borgo San Sepolcro (astăzi: Sansepolcro), un mic oraș din Toscana, fiu al lui Benedetto de' Franceschi, cizmar, tăbăcar, postăvar și negustor. Din aceste meserii se îmbogățește, devenind unul dintre cei mai înstăriți cetățeni ai orașului. Mama sa, Romana di Perino da Monterchi, provenea și ea dintr-o familie bine situată. Istoricii fixează data de naștere a artistului în anul 1411 sau 1412. Între anii 1431 și 1437 lucrează în atelierul pictorului Antonio d'Anghiari, originar din Siena. Începând cu anul 1439, Piero della Francesca devine ucenic și colaborator al renumitului pictor Domenico Veneziano, în atelierul acestuia din Florența. În acest oraș, aflat în plină dezvoltare culturală, ia contact cu operele pictorilor Masaccio, Fra Angelico și Uccello, sculptorului Donatello, precum și cu construcțiile arhitectului Filippo Brunelleschi. Împreună cu Domenico Veneziano lucrează la frescele cu tema "Viața Sfintei Fecioare" pentru corul bisericii Sant'Egidio, care din păcate s-au pierdut. 

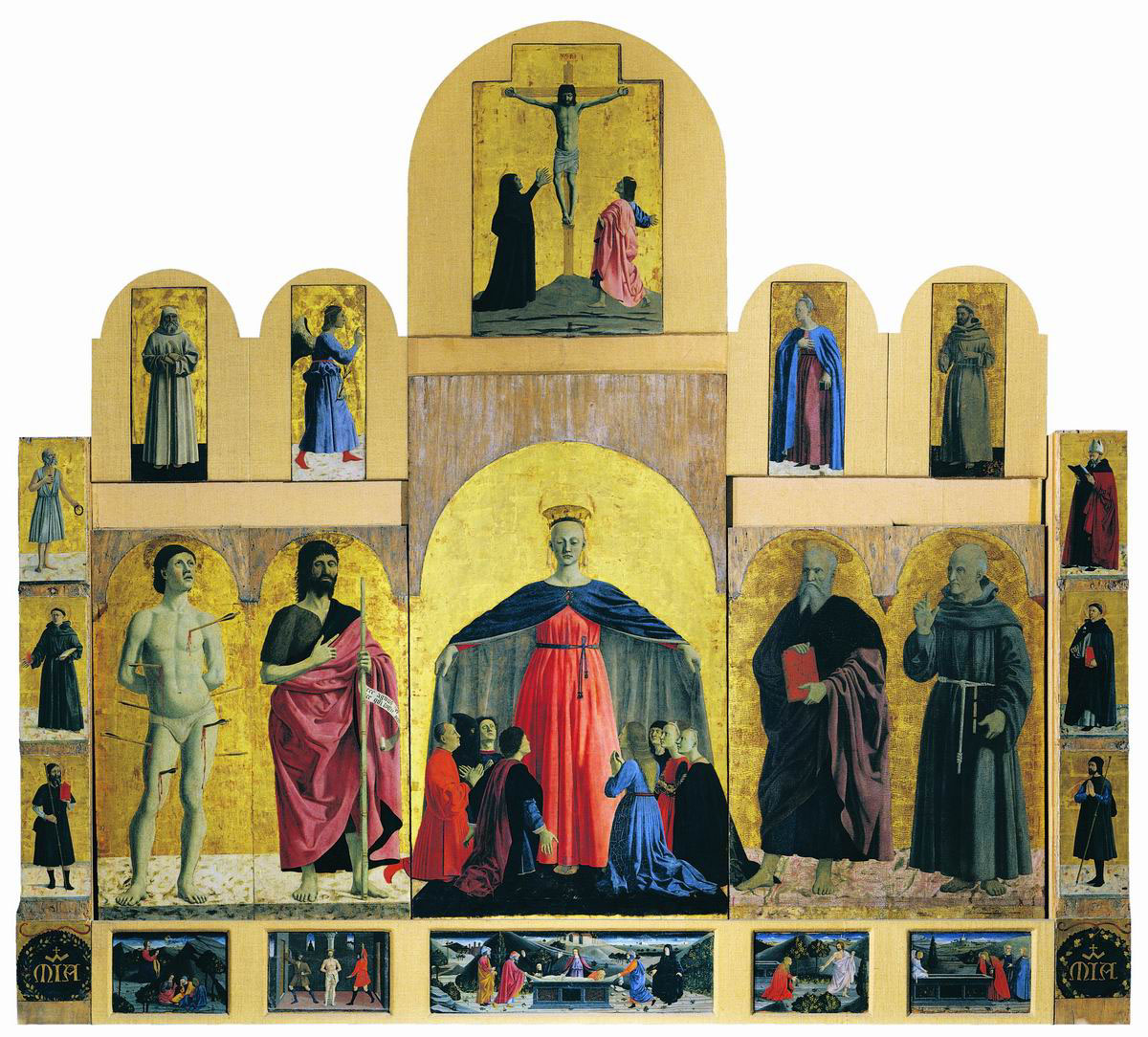
Polipticul cu Madonna della Misericordia

În anul 1442 se întoarce la San Sepolcro, unde primește o comandă pentru pictarea unui poliptic pentru altarul bisericii confreriei Della Misericordia. Începe lucrarea în anul 1445 și o termină în 1462. Figura centrală este reprezentată de Madonna della Misericordia, având pe Sfinții Sebastian și Ioan Botezătorul în dreapta, iar de partea stângă pe Sfinții Andrei și Bernardo din Siena.
Între timp artistul lucrează în mai multe locuri: la Ancona, Pesaro și la Bologna, unde, din păcate, urmele creației sale nu au dăinuit. Nici frescele pictate în jurul anului 1448 în castelul d'Este, nici frescele bisericii Sant'Agostino din Ferrara nu s-au păstrat până astăzi. La Ferrara, Piero îl cunoaște pa arhitectul Alberti, care reconstruise capela familiei Malatesta din Rimini. La recomandarea lui Alberti, lui Piero della Francesca i se încredințează pictarea frescelor din această capelă.
În anul 1452, Piero della Francesca primește comanda pentru decorarea corului bisericii San Francesco din Arezzo, în urma căreia ia naștere ciclul de picturi ilustrând episoadele cele mai importante ale „Legendei adevăratei cruci”, inspirată din povestirea „Legenda de Aur” a lui Jacques de Voragine din secolul al XIII-lea. Ciclul conține șase mari scene, câte trei pe fiecare dintre cele două laturi ale capelei, precum și un grup de fresce de dimensiuni mai mici.

### Episoade din „Legenda adevăratei cruci”

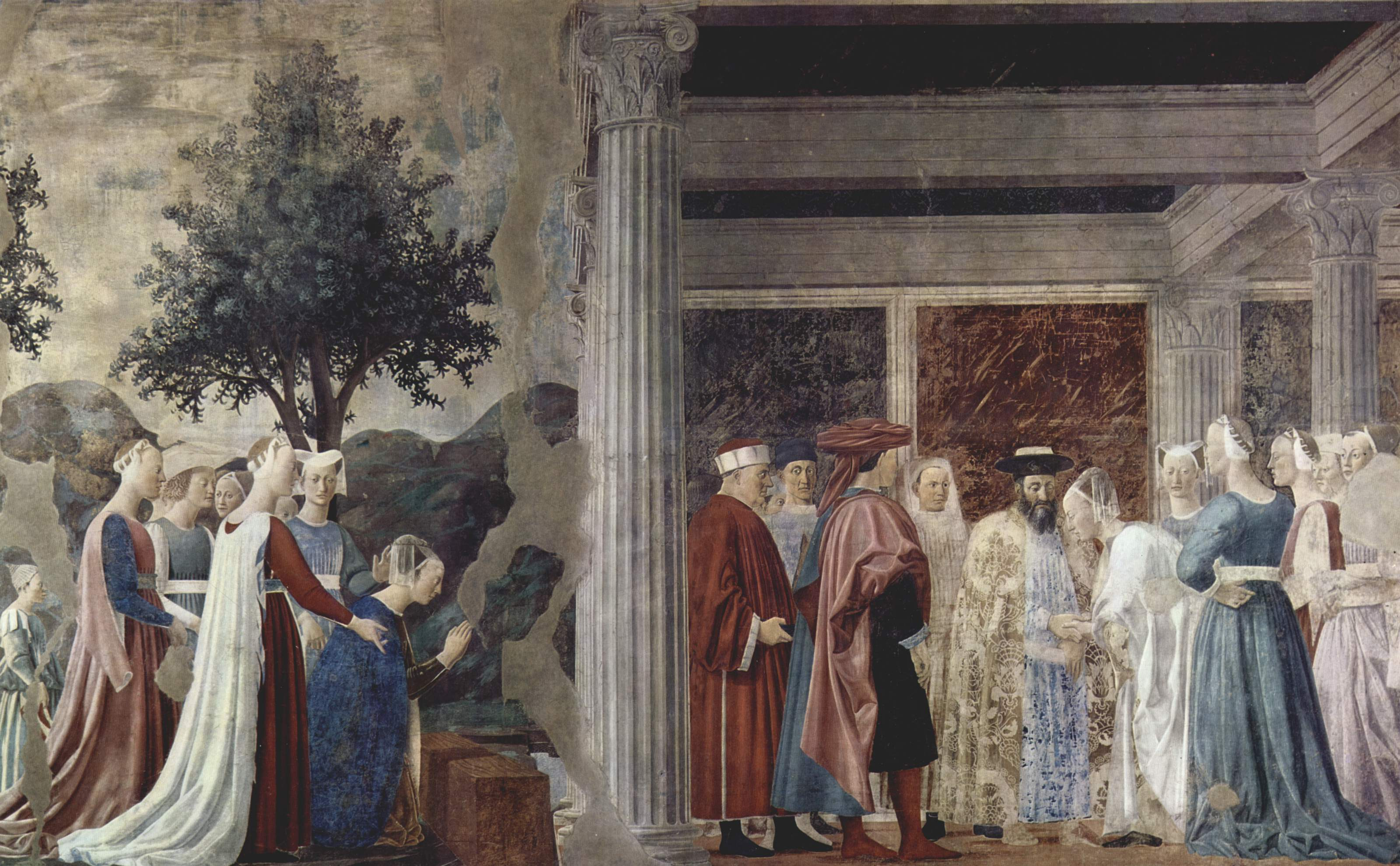
Adorarea lemnului sacru și vizita reginei din Saba la Solomon
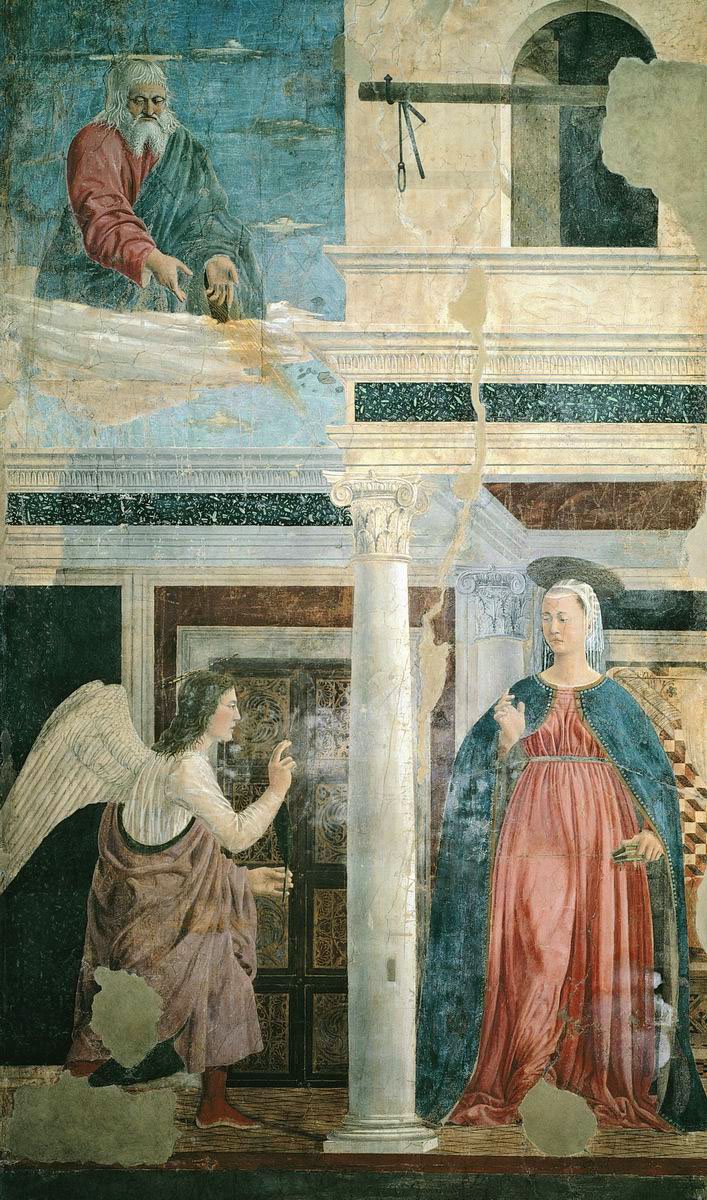
Buna Vestire
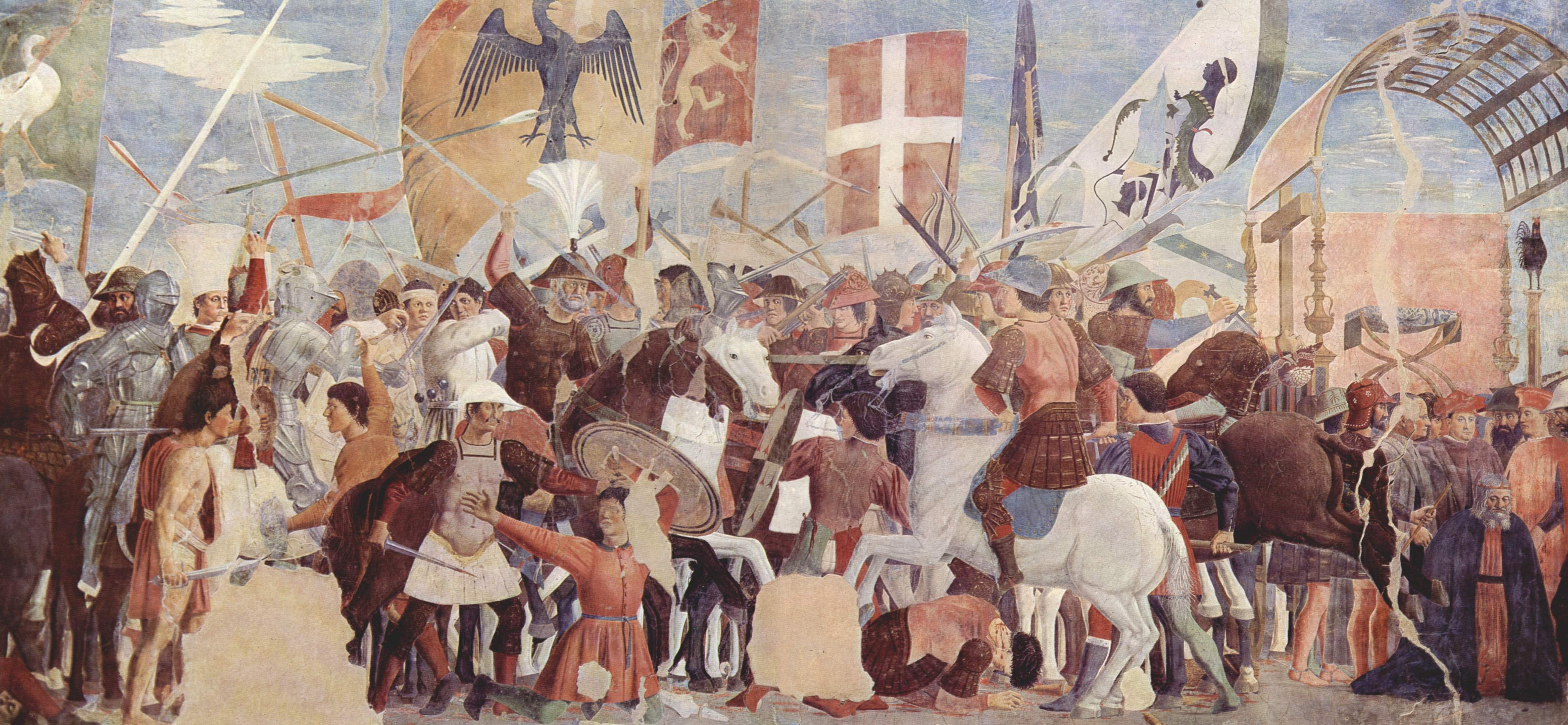
Bătălia dintre Heraclius și Chsroes
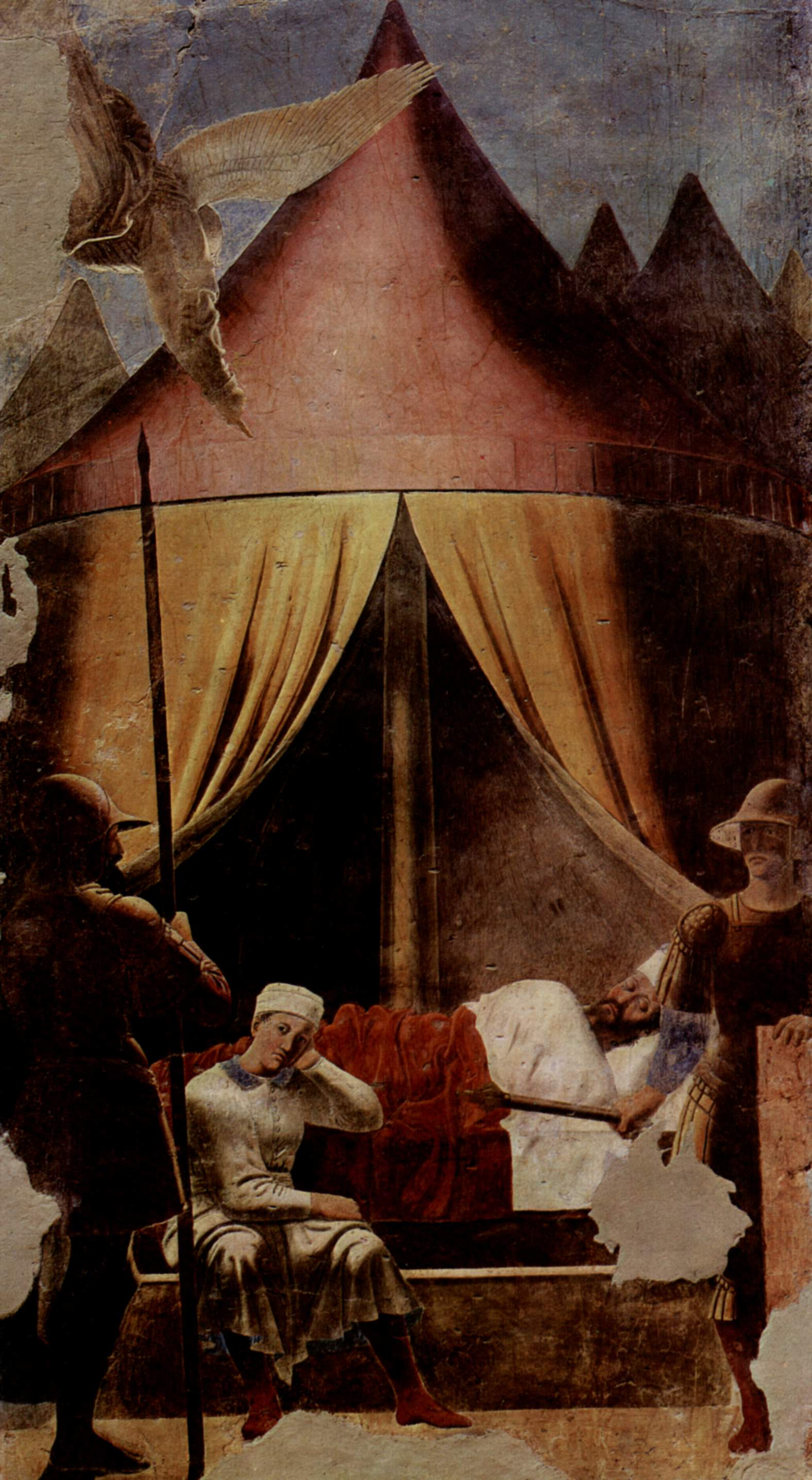
Visul lui Constantin (detaliu)

Munca la această operă monumentală va dura mulți ani, deoarece artistul călătorește tot timpul și acceptă mereu noi comenzi. Fresca va fi terminată abia între anii 1462-1466. Munca sa concentrează în trei locuri: Borgo San Sepolcro, unde pictează politictul pentru altarul bisericii Sant'Agostino, Arezzo, unde continuă cu întreruperi lucrările în biserica San Francesco, și Urbino, unde este invitat de ducele Federigo da Montefeltro. Aici pictează câteva din cele mai cunoscute opere ale sale, cum ar fi „Biciuirea lui Christos”, precum și „Dipticul din Urbino”, care reprezintă perechea ducală.
Tabloul „Biciuirea lui Christos” prezintă simultan două scene plasate în epoci diferite. În jumătatea stângă, Christos, după arestarea de către romani, este biciuit ca pedeapsă pentru faptul de a-și fi atribuit titlul de rege. În partea dreaptă se zăresc trei personaje in haine din perioada Renașterii. Se presupune că ar fi vorba despre Oddantonio, fratele vitreg al lui Federigo da Montefeltro, însoțit de doi dintre consilierii săi, doi trădători care luaseră parte la un complot prin care se urmărea răsturnarea ducelui.
Cele două aripi ale „Dipticului ducilor de Urbino” sunt de aceeași mărime și sunt pictate pe ambele părți. Pe o parte sunt pictate portretele de profil ale lui Federigo da Montefeltro și al soției sale, Battista Sforza, pe partea cealaltă scene victorioase ale perechii ducale. În redarea celor două portrete se constată contrastul dintre figurile foarte apropiate și peisajul îndepărtat, pierdut în ceață. profunzimea spațiului este sugerată prin utilizarea numeroaselor nuanțe de culori și prin efectele de difuziune a văzduhului.

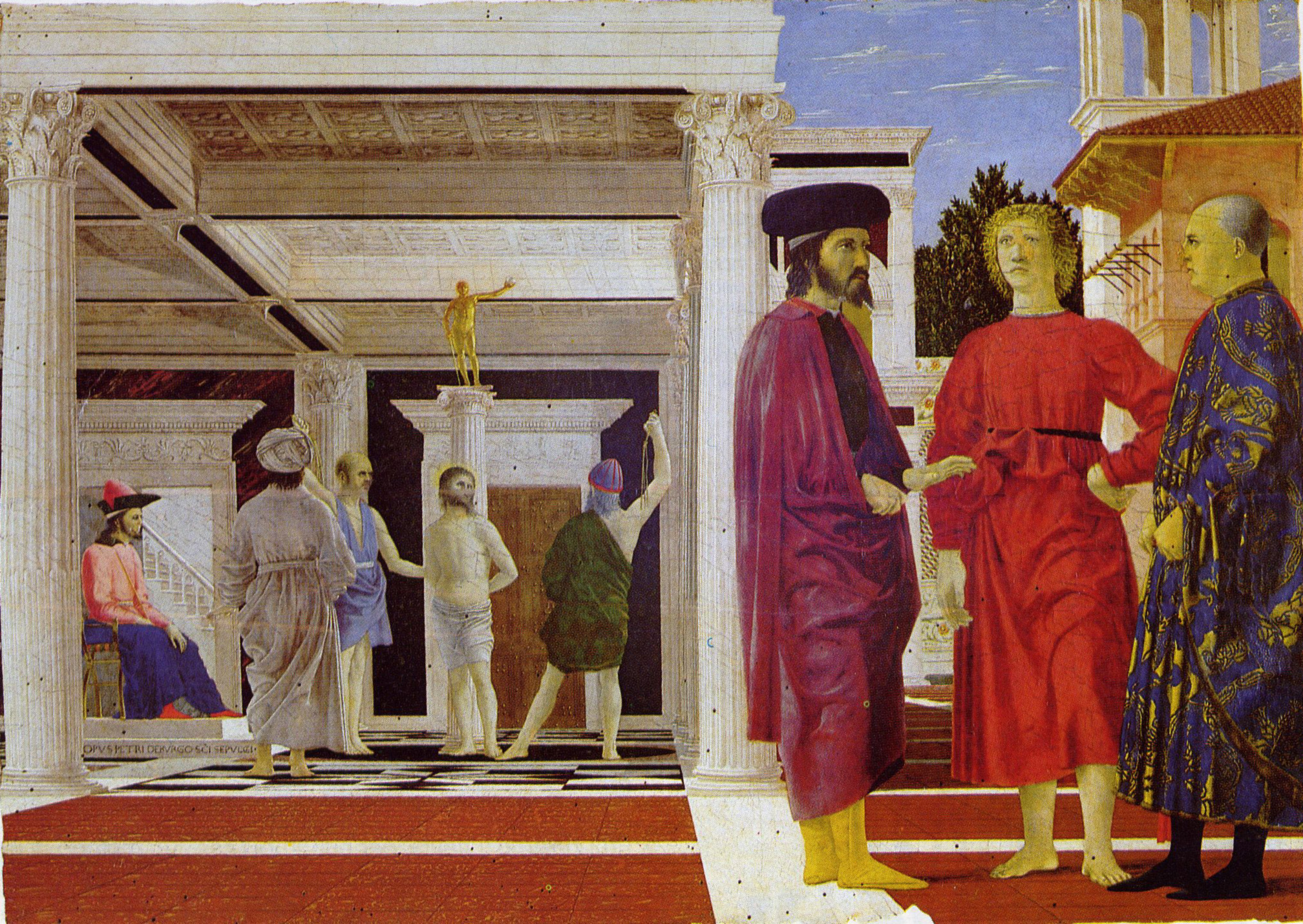
Biciuirea lui Christos
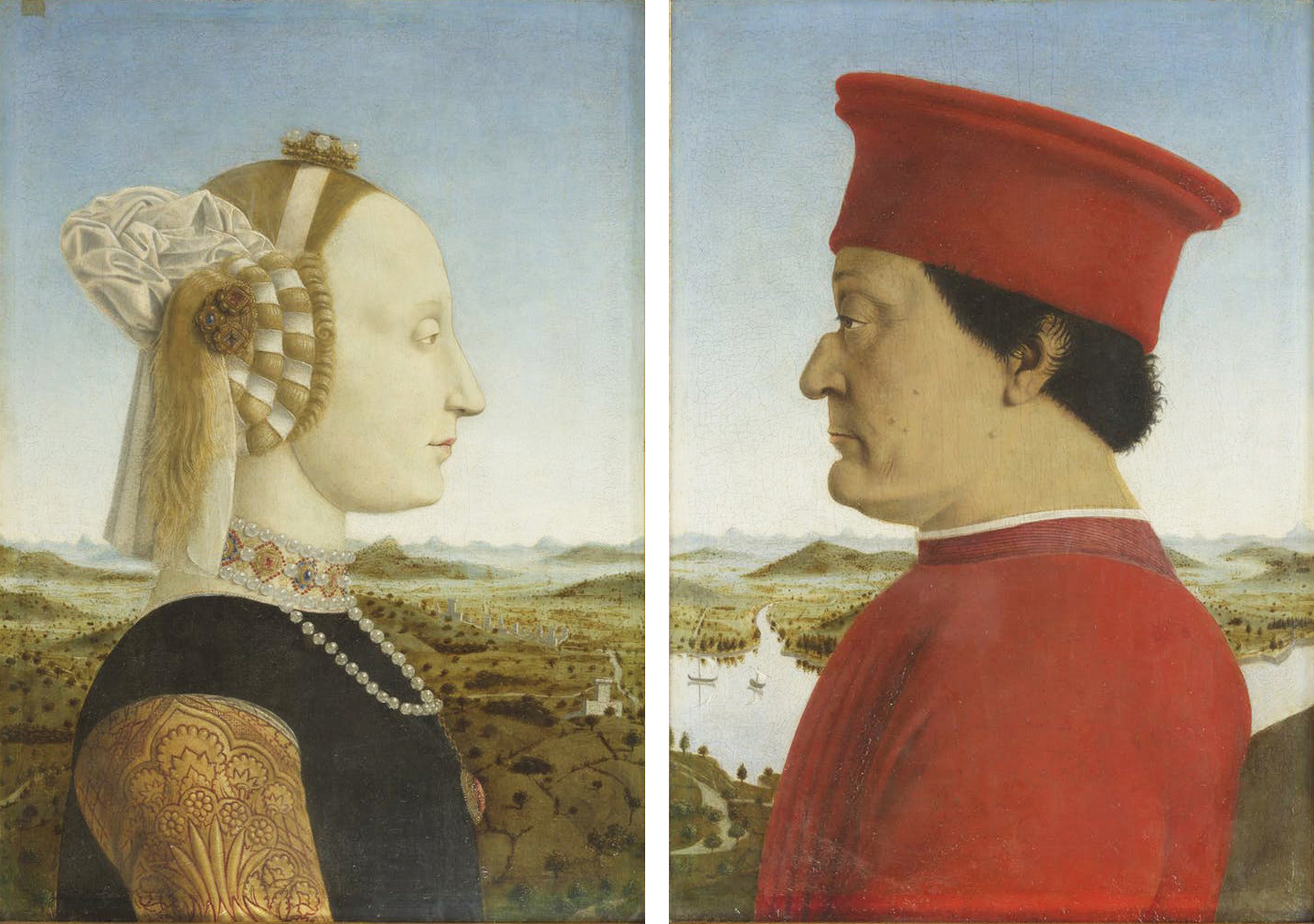
Dipticul ducilor de Urbino
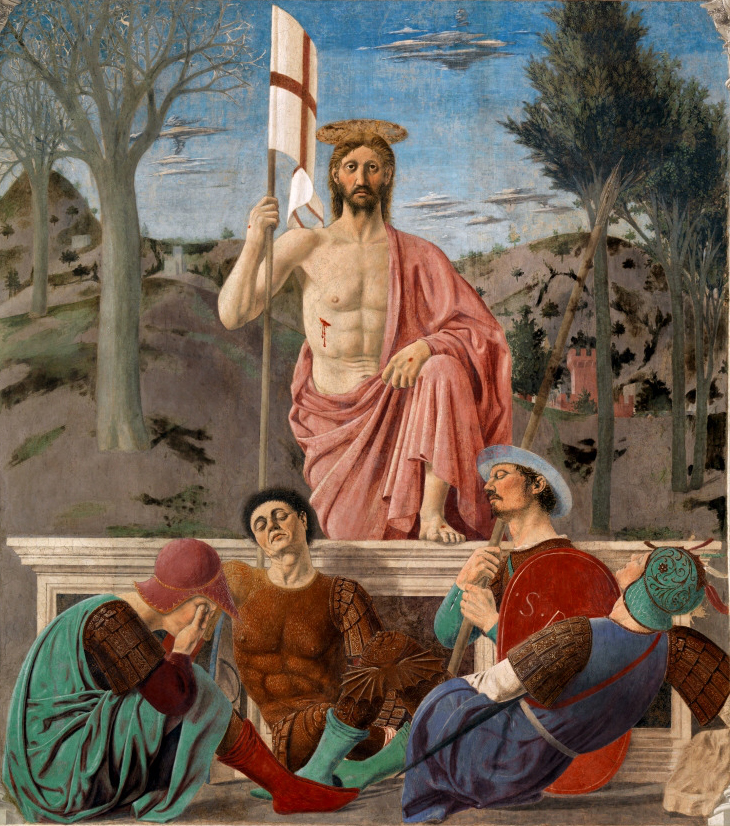
Învierea lui Christos
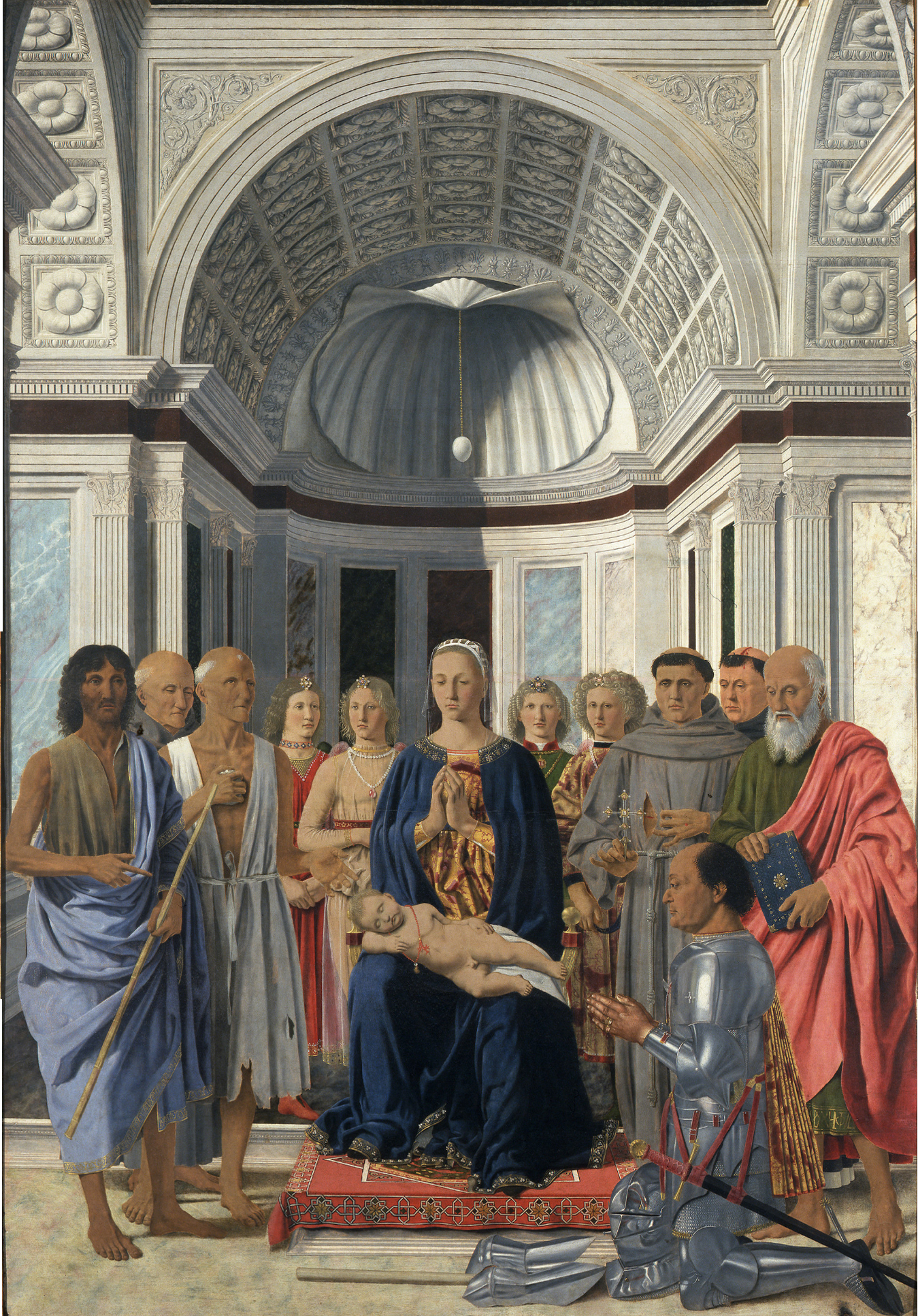
Altarul din Brera

După finalizarea frescelor din Arezzo, Piero della Francesca pictează printre altele fresca intitulată „Madonna del Parto” în capela cimitirului din Monterchi, iar la primăria din Borgo pictează fresca „Învierea lui Christos”, în care bărbatul adormit văzut din față este probabil propriul său autoportret. În jurul anului 1475 realizează două capodopere: „Madonna di Senigallia” și „Altarul din Brera”. Renumele lui Piero della Francesca crește, în atelierul său studiază Luca Signorelli și Perugino. Din păcate, cu timpul își pierde vederea și trebuie să renunțe la pictură. Pe 5 iulie 1487 își scrie testamentul. Moare la Borgo San Sepolcro cinci ani mai târziu, pe 12 octombrie 1492, ziua în care Cristofor Columb descoperea America.

### Piero della Francesca- matematician
În zilele noastre lucrările sale de matematică sunt aproape total ignorate. În timpul vieții, Piero della Francesca era totuși un matematician reputat, în special în domeniul geometriei. El a scris trei mari tratate în limba latină: două de geometrie, De prospectiva pingendi („Despre perspectivă în pictură”, 1480) și Libellus de quinque corporibus regularibus („Despre cele cinci corpuri regulate”, apărută ca o anexă la o lucrare a lui Luca Pacioli), precum și un manual de calcul, De Abaco.
În lucrarea „Despre perspectivă în pictură”, este descris pe larg modul de a desena imaginea în perspectivă a unui obiect, după proiecția pe verticală și pe orizontală.
Utilizează rotirea desenului pentru a trece de la o imagine la alta.